# Thomas Marainen
Thomas Salomon Marainen, född 20 december 1945 i Vittangi församling, Norrbottens län, är en svensk-samisk konsthantverkare, jojkare, översättare och författare.

## Biografi
Thomas Marainen växte upp i renskötarfamilj i Saarivuoma sameby och lärde sig sameslöjd av sin far och på den tvååriga trä- och hornslöjdlinjen på Samernas folkhögskola i Jokkmokk. Han har också utbildat sig i silversmide under två år i Lannavaara. Han studerade jojkar och historieberättande på Samiska högskolan i Kautokeino 2000–2001.
Han har arbetat som lärare i sameslöjd på i Jokkmokk, på Samiska högskolan i Kautokeino, i Nesseby och i Karesuando. Han har också skrivit ett antal diktsamlingar, sångtexter och barnböcker på nordsamiska. Han debuterade med barnboken Biehtár ja Doggi 1986.
Han bor och arbetar i Nedre Soppero/Vuolle-Sohppar i Kiruna kommun och är gift med Randi Marainen samt far till sångaren Simon Marainen.